# Red Oak (Texas)
Red Oak és una ciutat dels Estats Units a l'estat de Texas. Segons el cens del 2000 tenia 4.301 habitants.

## Demografia
Segons el cens del 2000, Red Oak tenia 4.301 habitants, 1.570 habitatges, i 1.238 famílies. La densitat de població era de 212,4 habitants/km².
Dels 1.570 habitatges en un 43,9% hi vivien nens de menys de 18 anys, en un 58,5% hi vivien parelles casades, en un 16,6% dones solteres, i en un 21,1% no eren unitats familiars. En el 19% dels habitatges hi vivien persones soles el 6,2% de les quals corresponia a persones de 65 anys o més que vivien soles. El nombre mitjà de persones vivint en cada habitatge era de 2,74 i el nombre mitjà de persones que vivien en cada família era de 3,1.
Per edats la població es repartia de la següent manera: un 30,6% tenia menys de 18 anys, un 8,2% entre 18 i 24, un 31,4% entre 25 i 44, un 22,6% de 45 a 60 i un 7,3% 65 anys o més.
L'edat mediana era de 33 anys. Per cada 100 dones de 18 o més anys hi havia 87,2 homes.
La renda mediana per habitatge era de 48.583$ i la renda mediana per família de 61.250$. Els homes tenien una renda mediana de 38.227$ mentre que les dones 26.276$. La renda per capita de la població era de 20.049$. Aproximadament el 6,3% de les famílies i el 6,2% de la població estaven per davall del llindar de pobresa.

## Poblacions més properes
El següent diagrama mostra les poblacions més properes.